# Miasteczko Halloween II: Zemsta Kalabara
Miasteczko Halloween II: Zemsta Kalabara (org. Halloweentown II: Kalabar’s Revenge, 2001) – amerykański film familijny, kontynuacja filmu z 1998 roku Miasteczko Halloween.
Premiera filmu z dubbingiem w Polsce odbyła się 31 października 2010 roku na kanale Disney Channel.

## Wersja polska
Wersja polska: SDI Media Polska

Reżyseria: Artur Tyszkiewicz

Dialogi: Aleksander Jaworowski

Wystąpili:
- Aleksandra Kowalicka – Marnie
- Mirosława Krajewska – Aggie Cromwell
- Anna Sroka – Gwen
- Maciej Musiał – Luke
- Krzysztof Królak – Cal
- Martyna Sommer – Zosia
- Kajetan Lewandowski – Dylan
- Andrzej Blumenfeld – Gort
- Wojciech Paszkowski – Alex
- Zbigniew Suszyński – Benny
- Bożena Furczyk
- Beata Łuczak
- Anna Wodzyńska
- Paweł Ciołkosz
- Grzegorz Drojewski
- Karol Wróblewski

i inni
Lektor: Jacek Brzostyński